# Нейтронография
Нейтроногра́фия (от нейтрон и «граф» — пишу, также нейтронная спектроскопия) — дифракционный метод изучения атомной и/или магнитной структуры кристаллов, аморфных материалов и жидкостей с помощью рассеивания нейтронов.

## История метода
Нейтрон был открыт Джеймсом Чедвиком в 1932 году, а уже в 1936 году было косвенно продемонстрировано, что как и другие элементарные частицы он проявляет волновые свойства и может дифрагировать на кристаллических решётках. Первые работы в области нейтронографии принадлежат итальянскому физику Энрико Ферми (1946—48). К 1950-м годам были также созданы тестовые реакторы, способные генерировать достаточно яркие потоки нейтронов, необходимые для проведения экспериментов по нейтронной спектроскопии. Были также проведены эксперименты, аналогичные эксперименту Дебая — Шеррера. Однако эти и ряд других работ носили отрывочный и неполный характер. В частности, не было подтверждено экспериментально предсказанные теоретически эффект теплового диффузного рассеяния.
В 1946 году в Ок-Ридже под руководством Эрнеста Воллана была впервые продемонстрирована непосредственная дифракция нейтронов. В качестве мишени были использованы природные поликристаллы хлорида натрия, а также лёгкая и тяжёлая вода. В том же году к этой группе присоединяется Клиффорд Шалл. В 1949 году они значительно усовершенствовали свою установку, приделав к выходу второй спектрометр, разработанный специально для регистрации нейтронов (первый был переделан из рентгеновского спектрометра), а также использовав индиевые пластинки для фотографической регистрации нейтронных пучков. Это позволило им впервые получить нейтронную лауэграмму.
В 1951 году работы по планомерному изучению дифракции нейтронов были начаты в лаборатории Чок-Ривер (Канада). Именно там в 1952 году под руководством Бертрам Брокхауза был разработан первый трёхосный нейтронный спектрометр, позволивший совершить прорыв в нейтронной спектроскопии. Правда, в это время на используемом ими реакторе NRX случилась авария, и работы были возобновлены только в 1954 году. За эти два года, однако, были выращены большие монокристаллические слитки алюминия и свинца, позволившие создать монохроматор и спектрометр-анализатор с уникальными характеристиками. Удачная схема спектрометра и новые технологии позволило в короткие сроки получить большое количество совершенно новых результатов.
В 1994 году эти работы были отмечены Нобелевской премией по физике, вручённой К. Шаллу и Б. Брокхаузу (Э. Воллан не был награждён премией, поскольку скончался в 1984 году).

## Описание метода

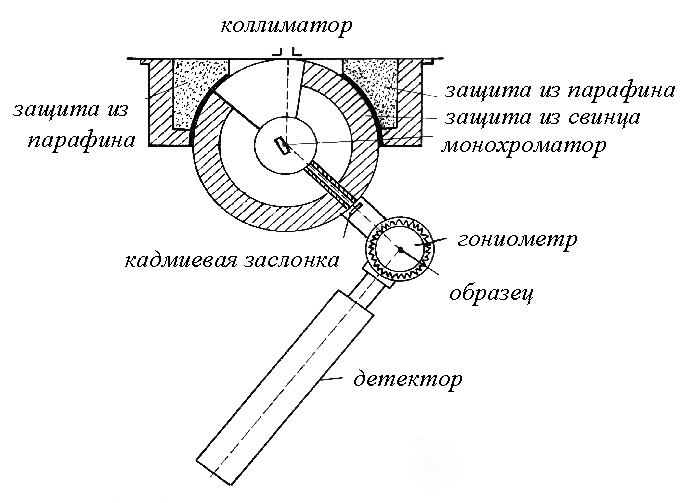
Схематическое изображение нейтронного дифрактометра

Для целей нейтронной спектрометрии обычно применяются тепловые нейтроны с энергией от 0,001 эВ до нескольких десятых эВ, получаемые в ядерных реакторах. Такие нейтроны имеют длины волны де Бройля в диапазоне от десятых долей ангстрема до 10 ангстрем. Такой выбор обусловлен тем, что в этот диапазон энергий попадают характерные энергии квантовых уровней в конденсированных средах. При этом длина волны нейтрона по порядку величины равна межатомному расстоянию. Удачным является также и то, что нейтроны такой энергии могут беспрепятственно проникать на значительные глубины в большинство материалов, не разрушая их.
Исследуемый объект облучается пучком нейтронов, который рассеивается на атомах вещества. Для регистрации рассеяния используются нейтронные спектрометры, при помощи которых измеряется интенсивность рассеивания нейтронов в зависимости от угла дифракции, аналогично рентгеновской дифрактометрии. По полученным дифракционным спектрам восстанавливается атомная структура исследуемого объекта.

### Измерение энергии нейтронов
Энергия нейтронов в пучке обычно измеряется или путём измерения длины волны де Бройля нейтронов путём их дифракции на монокристаллической решётке, или по времени их пролёта через промежуток известной длины. Первый метод, однако, даёт прибавочную погрешность, связанную с переходом от угла отражения к длине волны через преобразование Брэгга. При этом эти методы сильно отличаются с технической точки зрения и с точки зрения постановки эксперимента.
Реже применяются ещё два метода измерения энергии нейтронов в пучке. В первом из них, называемом «Фильтр-прерыватель» (англ. fliter-chopper) или «Холодный нейтрон» (англ. cold neutron), используются специальные поликристаллические фильтры, сделанные, как правило, из металлического бериллия. Этот фильтр отсеивает все нейтроны с длиной волны меньше некоторой (более длинноволновые просто не испытывают брэгговского рассеяния и беспрепятственно пролетают сквозь фильтр). Рассеянные нейтроны затем анализируются методом пролёта. Обратным методом является метод «Фильтр-детектор» (англ. fliter-detector) или «Бериллиевый детектор» (англ. beryllium detector), в котором при помощи дифракции на кристалле регистрируются только самые медленные нейтроны.
Для более детального измерения спектра нейтронов применяются более сложные методы. Например, адсорбционный метод основан на том, что ядра разных химических элементов имеют разные зависимости сечения захвата нейтронов от их энергии. Поскольку все эти сечения хорошо известны, то последовательная серия поглотителей из разных веществ позволяет измерить спектр нейтронов.
Значительным прорывом стала разработка технологии трёхосного нейтронного спектрометра. Исследуемый образец помещался на столе, который мог перемещаться вдоль направления распространения «монохроматического» нейтронного пучка, получаемого в результате брэгговской дифракции нейтронов на монокристалле и отсеивания лишних путём диафрагирования. Второй монохроматор выступает в роли спектрометра-анализатора и может двигаться как единое целое. Эта технология позволила относительно легко измерять зависимость сечение рассеяния от энергии нейтрона и угла его рассеяния в широкой области параметров.

## Применение

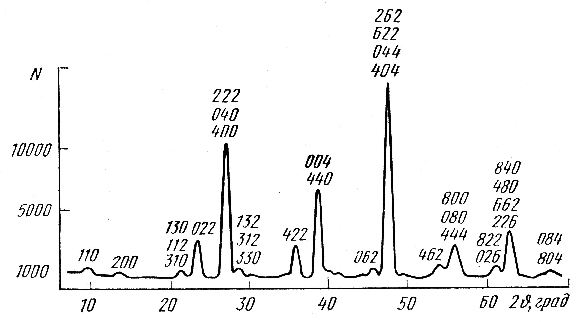
Нейтронограмма дейтерида ниобия Nb_{4}D_{3}

При интерпретации нейтронных дифракционных спектров пользуются геометрической теорией дифракции, применимой также и к дифракции электронов и рентгеновских лучей. Каждое из этих излучений имеет специфику взаимодействия с веществом, что определяет их область применения.
Рассеяние нейтронов происходит на ядрах атомов, что приводит к отсутствию систематической зависимости амплитуды рассеяния от порядкового номера химического элемента, в отличие от рассеяния электронов и рентгеновских лучей. Это позволяет использовать нейтронографию для определения положения атомов элементов-соседей в Периодической системе.
Амплитуда рассеяния нейтронов легких атомов (с маленьким зарядовым числом) сравнима с амплитудой рассеяния тяжелых атомов, что делает нейтроны незаменимыми при определении положения атомов водорода в гидридах металлов, углерода в карбидах металлов и т. п.
Некоторые ядра рассеивают нейтронные волны в фазе, что нашло применение в методе нулевой матрицы, когда подбирается такой состав, чтобы суммарная амплитуда рассеяния атомов одной из подрешёток была равна нулю. В этом случае рассеяние будет происходить только лишь от другой подрешётки и если это — атомы лёгких элементов, определение их координат в элементарной ячейке значительно упрощается.
Поскольку амплитуда рассеяния нейтронов не зависит от угла рассеяния, их можно использовать для изучения атомной структуры жидкостей и аморфных материалов.
Наличие у нейтрона магнитного момента приводит к тому, что они рассеиваются вследствие взаимодействия и с атомными ядрами, и с имеющими магнитные моменты электронными оболочками. Поэтому нейтроны являются единственным инструментом для изучения магнитного упорядочения в магнетиках, где имеется корреляция между направлениями магнитных моментов. Так, благодаря магнитной нейтронографии были обнаружены новые классы магнитных материалов — антиферромагнетики и ферримагнетики.